# ۹۴ (پیش از میلاد)
۹۴ (پیش از میلاد) ۹۴مین سال قبل از تقویم میلادی است.